# Liste der Monuments historiques in Bournezeau
Die Liste der Monuments historiques in Bournezeau führt die Monuments historiques in der französischen Gemeinde Bournezeau auf.

## Liste der Bauwerke
| Bezeichnung    | Beschreibung                  | Standort | Kennzeichnung | Schutzstatus | Datum | Bild           |
| -------------- | ----------------------------- | -------- | ------------- | ------------ | ----- | -------------- |
| Kloster Trizay | Erbaut ab dem 12. Jahrhundert | (Lage)   | PA00110056    | Inscrit      | 1989  | weitere Bilder |

## Liste der Objekte
- Monuments historiques (Objekte) in Bournezau in der Base Palissy des französischen Kultusministeriums